# Der 14. Dezember

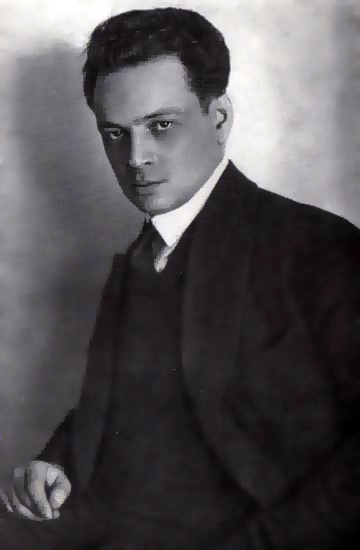
Juri Tynjanow

Der 14. Dezember (russisch Четырнадцатое декабря, Tschetyrnadzatoje dekabrja) ist ein Dekabristen-Drama des sowjetischen Schriftstellers Juri Tynjanow aus dem Jahr 1939.

## Entstehung
Tynjanow schrieb das Stück 1939 und schloss die Niederschrift 1940 ab. Dabei konnte er auf in Archiven aufgefundene, bisher unbekannte Materialien zu seinem Küchelbecker-Stoff zurückgreifen. Das Drama wurde vom Leningrader Akademischen Puschkin-Theater angenommen. Wsewolod Meyerhold hatte bereits im Februar 1939 dessen Aufführung mit Nikolai Tscherkassow als Wilhelm Küchelbecker, dem Bühnenbild von Jewgeni Lansere und der Musik von Dmitri Schostakowitsch in Vorbereitung. Meyerhold wurde ein Opfer der Stalinschen Säuberungen. Während des Krieges wurde der inzwischen schwerkranke Tynjanow von Leningrad zuerst nach Jaroslawl und dann nach Perm evakuiert. Der Autor starb in Moskau.

## Überblick
In acht Bildern – die Handlung läuft über Jahre – wird ein tragisch-komischer Held Küchelbecker inmitten seines dekabristischen Freundeskreises vorgeführt. Die ersten vier Bilder spielen vor und die letzten drei nach dem titelgebenden Datum 14. Dezember 1825.
Die erzählte Zeit lässt sich anhand der Inhalte überschauen: Zwischen dem dritten und vierten Bild macht Küchelbecker 1820–1821 seine Europareise. Die Begegnung mit Puschkin im letzten Bild wird auf den 14. Oktober 1827 datiert. Mithin besteht das Stück aus Schlaglichtern auf historische Ereignisse innerhalb eines Zeitraumes von sieben Jahren.

## Inhalt
1. Das Duell
Die Lyzeumszeiten sind vorbei. Die Schulkameraden Dansas und Puschtschin treffen sich auf dem Wolkowo-Friedhof. Dansas, inzwischen Friedensrichter, fragt den Freund nach dem Grund des Treffens aus. Es ergibt sich, der rasch aufbrausende Küchelbecker will sich mit Puschkin ehrenrühriger Verse wegen schießen. Zwar ist Puschkin dagegen, erscheint aber trotzdem zum Duell auf dem Friedhof.
Puschkin, der laut Reglement den zweiten Schuss hat, kommt mit dem Leben davon, weil Küchelbecker – bevor es zum eigentlichen Duell kommt – dem Sekundanten Delwig durch die Schirmmütze schießt. Delwig bleibt unverletzt. Er hatte seinen Freund Küchelbecker ausgelacht.
2. Das Belvedere
Küchelbecker war nach der Schulzeit als Lehrer für Russische Literatur im Petersburger Pädagogischen Institut untergekommen. Anders als im Roman begegnet Küchelbecker hier im Theaterstück seiner späteren Braut Dunja bereits vor seinem (im Stück nicht erwähnten) Kaukasus-Aufenthalt. Er teilt dem jungen Mädchen mit, die Institutsleitung habe ihn entlassen. Im Gespräch stellt sich heraus, der künftige Bräutigam ist ein Habenichts. Dunja liebt ihn anscheinend trotzdem.
Küchelbecker tauscht sich mit seinen Dichterkollegen Delwig und Puschtschin zu aktuellen Schaffensfragen aus. Der Phantast Küchelbecker hat gerade seine Erzählung „Reise eines im Norden Beheimateten im fünfundzwanzigsten Jahrhundert“ in Arbeit.
3. Bei Naryschkin
Delwig will nicht mit dem Oberkammerherrn Alexander Naryschkin nach Paris und hat dem Reiselustigen als Sekretär Küchelbecker – den „angenehmen Plauderer und großartigen Erzähler“ – empfohlen. Küchelbeckers Antrittsbesuch beim ehemaligen Leiter der Kaiserlichen Theater Petersburg wird ein Erfolg; ist Auftakt zur oben angesprochenen Erholungsreise inkognito nach Westeuropa. Naryschkin erkennt in  seinem neuen Sekretär, der angeblich in Englisch, Französisch sowie Deutsch korrespondieren kann und das Altgriechische beherrsche, den Wirrkopf und nimmt ihn mit auf die Reise, weil solche Leute in Mode seien.
4. Das Pferderennen
Küchelbecker, aus Paris zurück, trifft sich mit Kawerin, Obolenski, Odojewski, Jakubowitsch,
Bestuschew und Trubezkoi am Stadtrand von Petersburg auf der Pferderennbahn. Küchelbecker hat seinem Verleger Gretsch ein so hohes Vorschusshonorar abgerungen, dass er Dunja heiraten könnte. Stattdessen verliert er das gesamte Geld – den Gegenwert für ein Jahr Arbeit – beim Buchmacher nach dem Setzen auf das falsche Pferd.
Dunja sucht und findet ihren Bräutigam auf der Rennbahn. Gleich nach der morgigen Eheschließung will sie mit ihm Petersburg verlassen. Küchelbecker schenkt seiner Braut keinen reinen Wein ein, sondern faselt nur: „Nun wird ein einziger Tag entscheiden müssen.“ Er meint aber keineswegs den bevorstehenden ins Wasser gefallenen Hochzeitstag, wie Dunja vermuten könnte. Sicherlich hat Küchelbecker den Tag im Sinn, der im folgenden 5. Bild bevorsteht.
5. Der Dezember
Abenddämmerung am 14. Dezember über dem Senatsplatz. Zwar haben die Aufständischen die Attacke der Kavalleriegarde zurückgeschlagen, doch die Artillerie schießt mit Kartätschen. Keiner von den Adligen auf der Pferderennbahn steht in der Nähe Küchelbeckers, als er den Gardesoldaten, den Kanzlisten, den Mann im langen Rock, die Matrosen, die Maurer, den Flötisten und den alten Mann anfeuert: „Keiner ergibt sich! … Wir müssen eine Kampfordnung aufstellen.“ Und gibt bei: „… ich verstehe nichts vom Kommandieren! Wir müssen gegen die Kanonen antreten.“ Aufständische um Küchelbäcker fallen.
6. Im Haus der Tante
Vom Heiraten ist keine Rede mehr. Dunja erfasst die neue Situation. Draußen an den Werstpfählen hängen Steckbriefe; auch ausgeschrieben auf Küchelbäcker. Dunja hat dem Geliebten einen Pass besorgt. Küchelbäcker flüchtet als Analphabet Bauer Matwej Sakrewski verkleidet zusammen mit seinem Diener Semjon. Der Bauernkittel und die Bastschuhe finden den Zuspruch des Flüchtlings. Vor der Flucht werden noch verräterische Briefe verbrannt – zum Beispiel der von Kondrat Rylejew.
7. Die Festung
Zeitsprung in einen 26. Mai. Der Wärter verbietet zwar das Sprechen, schmuggelt aber für Küchelbäcker Briefe ein und aus, obwohl darauf Spießrute steht. Der Gefangene schreibt eine Tragödie, weil die beim Schreiben weniger erregt als Lyrik. Der Schreiber wähnt sich im Jahr 1829. Der Festungskommandant entzieht dem Delinquenten Papier, Tinte und Feder.
8. Die Begegnung
Nachdem Küchelbecker die Peter-und-Paul-Festung, die Festung Reval und die Festung Schlüsselburg kennengelernt hat, begegnet er auf dem Wege in das nächste Gefängnis zufällig dem Reisenden Puschkin. Die Freunde sprechen übers Petersburger Theater. Von Karatygin ist die Rede.

## Verwendete Ausgabe
- Der 14. Dezember. Drama. Aus dem Russischen von Elena Panzig. S. 121–213 in Juri Tynjanow: Der Affe und die Glocke. Erzählungen. Drama. Essays. 624 Seiten. Verlag Volk und Welt, Berlin 1975 (1. Aufl.)